# Cyrtandra sandei
Cyrtandra sandei är en tvåhjärtbladig växtart som beskrevs av De Vriese. Cyrtandra sandei ingår i släktet Cyrtandra och familjen Gesneriaceae.

## Underarter
Arten delas in i följande underarter:
- C. s. glabrescens
- C. s. sandei